# Helianthemum marifolium subsp. origanifolium
Helianthemum marifolium subsp. origanifolium é uma subespécie de planta com flor pertencente à família Cistaceae. 
A autoridade científica da subespécie é (Lam.) G. López, tendo sido publicada em Anales del Jardín Botánico de Madrid 50(1): 54. 1992.

## Portugal
Trata-se de uma subespécie presente no território português, nomeadamente em Portugal Continental.
Em termos de naturalidade é nativa da região atrás indicada.

## Protecção
Não se encontra protegida por legislação portuguesa ou da Comunidade Europeia.